# ホータン駅
ホータン駅（中国語: 和田站）は中国鉄道のウルムチ鉄路局が管轄する鉄道駅。新疆ウイグル自治区の南部、ホータン地区ホータン市に所在する。
2013年に使用開始。

## 設計の特色
当駅の駅舎は現代風で、白色花崗岩でできていて、正面にやはり白色花崗岩の彫刻があり、全体の設計をホータンの和田玉の文化を具現している。平面図は凸の字になっていて、駅舎建築面積は11920㎡、二階建て。

## 乗り入れ路線
- 中国鉄路総公司
  - 喀和線 - カシュガルまで485km [2]
  - 和若線 - チャルクリクまで825km [3]

## 歴史
- 2013年 - 喀和線の開通に伴い開設。
- 2022年6月16日 - 当駅よりチャキリクまで和若線として延伸開業

## 隣の駅
中国鉄路総公司
喀和線
カラカシュ駅 - ホータン駅（終点）
和若線
ホータン駅（起点） - 和田東駅

## 始発列車
喀和線方面の始発列車は、現在3つある。
- 5810 (カシュガル行き)
- 7558 (ウルムチ行き、ホータン玉龍号)
- 7566 (カシュガル行き、民族団結キャラバン号)